# Aéroport national de Washington Ronald-Reagan
Pour les articles homonymes, voir DCA.
L'aéroport national de Washington Ronald-Reagan (en anglais : Ronald Reagan Washington National Airport), communément connu sous les noms de Washington National ou Reagan National (code IATA : DCA • code OACI : KDCA), est un aéroport américain situé à environ cinq kilomètres au sud du centre de Washington, D.C., dans le comté d'Arlington en Virginie, sur la rive droite du fleuve Potomac, qui borde son périmètre au nord, à l'est et au sud.
Aéroport le plus central de la capitale fédérale mais le moins utilisé avec 23 millions de passagers en 2019, ce qui en fait le 26e aéroport au niveau national, il est ouvert en 1941 sous le nom d'aéroport national de Washington (Washington National Airport) en remplacement de l'aéroport de Washington-Hoover, situé non loin du site de l'actuel Pentagone. Il est renommé en l'honneur de l'ancien président Ronald Reagan en 1998. Le trafic est quasiment limité aux vols de moins de deux mille kilomètres dans le but de limiter les nuisances sonores des grands avions et de rediriger le trafic aérien vers le plus grand mais plus éloigné aéroport international de Washington-Dulles.
L'aéroport national Ronald-Reagan ne possède des services de douanes ou d'immigration que pour l'aviation d'affaires, n'acceptant pas de vols internationaux sauf les quelques aéroports avec prédédouanement (United States border preclearance) dont Nassau (Bahamas), les Bermudes et la plupart des grands aéroports du Canada. L'aéroport, géré par la Metropolitan Washington Airports Authority (MWAA), est desservie par deux lignes du métro de Washington à la station Ronald Reagan Washington National Airport.

## Situation

### Carte des trente principaux aéroports américains
| \| 500 km1:17 479 000 \| Atlanta Los Angeles Chicago · O'Hare Chicago · Midway Dallas · Fort Worth New York · JFK Newark · Liberty New York-LaGuardia Denver San Francisco Charlotte Las Vegas Phoenix Miami Houston Seattle Orlando Minneapolis · Saint-Paul Boston Détroit Philadelphie Fort Lauderdale · Hollywood Baltimore Washington · R. Reagan Washington · Dulles Salt Lake City San Diego Honolulu Tampa Portland |
| 500 km1:17 479 000 |

## Statistiques
Pour des raisons techniques, il est temporairement impossible d'afficher le graphique qui aurait dû être présenté ici.

Voir la requête brute et les sources sur Wikidata.

## Compagnies et destinations
| Compagnies         | Destinations | Refs   |
| ------------------ | --- | ------ |
| Air Canada Express | Montréal (P.-E.-Trudeau), Ottawa (Macdonald-Cartier), Toronto (Pearson) | [ 2 ]  |
| Alaska Airlines    | Los Angeles, Portland, San Francisco, Seattle-Tacoma | [ 3 ]  |
| American Airlines  | Atlanta H.-Jackson, Boston Logan, Charlotte-Douglas, Chicago-O'Hare, Dallas-Fort Worth, Fort Myers, Las Vegas-Harry-Reid, Los Angeles, Memphis, Miami, New York-LaGuardia, Orlando, Philadelphie, Phoenix-Sky Harbor, Tampa En saison : Hamilton-L.F. Wade, Pittsburgh, Raleigh-Durham, Palm Beach | [ 4 ]  |
| American Eagle     | - Akron-Canton, - Albany, - Asheville , - Atlanta H.-Jackson, - Augusta (en), - Bangor, - Birmingham-Shuttlesworth (en), - Buffalo-Niagara, - Burlington, - Charleston, - Charleston-Yeager, - Charlotte-Douglas, - Chattanooga (en), - Chicago-O'Hare, - Cincinnati-Northern Kentucky, - Cleveland-Hopkins, - Columbia Metropolitan, - John Glenn Columbus, - Dayton, - Détroit, - Des Moines, - Nord-ouest de l'Arkansas, - Grand Rapids-G. R. Ford, - Greensboro (en), - Greenville-Spartanburg, - Hartford-Bradley, - Huntsville (en), - Indianapolis, - Jackson-Evers, - Jacksonville, - Kansas City, - Key West, - Knoxville-McGhee Tyson (en), - Lansing (Michigan), - Little Rock-Clinton, - Louisville-Standiford Field, - Manchester (New Hampshire), - Memphis, - Minneapolis-Saint-Paul, - Montgomery (Dannelly Field), - Myrtle Beach, - Nashville, - La Nouvelle-Orléans-L. Armstrong, - New York-John F. Kennedy, - Norfolk, - Oklahoma City (Will Rogers-World), - Plages du nord-ouest de la Floride, - Pensacola, - Philadelphie, - Pittsburgh, - Portland (Maine), - Providence-T. F. Green, - Raleigh-Durham, - Rochester (État de New York), - Sarasota-Bradenton, - Savannah, - Lambert-Saint Louis, - Syracuse-Hancock, - Tallahassee, - Toronto (Pearson), - Palm Beach, - Comté de Westchester, - Wilmington (en) En saison : - Fort Walton-Nord Floride, - Hilton Head Island, - Martha's Vineyard (en), - Orlando-Melbourne, - Nantucket Memorial (en), - Nassau L. Pindling, - Traverse City-Cherry Capital | [ 4 ]  |
| Delta Air Lines    | Atlanta H.-Jackson, Détroit, Los Angeles, Minneapolis-Saint-Paul, New York-John F. Kennedy, Salt Lake City En saison : Cincinnati-Northern Kentucky | [ 8 ]  |
| Delta Connection   | Boston Logan, Lexington-Blue Grass (en), Madison (comté de Dane), New York-John F. Kennedy, New York-LaGuardia, Omaha-Eppley, Raleigh-Durham En saison : Cincinnati-Northern Kentucky, Miami, Minneapolis-Saint-Paul, Orlando | "      |
| Frontier Airlines  | Denver | "      |
| JetBlue            | Boston Logan, Fort Lauderdale-Hollywood, Fort Myers, Nassau L. Pindling, Orlando, San Juan - Luis-Muñoz-Marín, Palm Beach En saison : Nantucket Memorial (en), Martha's Vineyard (en) | [ 11 ] |
| Southwest Airlines | Atlanta H.-Jackson, Austin-Bergstrom, Chicago-Midway, John Glenn Columbus, Dallas-Love Field, Fort Lauderdale-Hollywood, Houston-W. P. Hobby, Kansas City, Milwaukee-General Mitchell, Nashville, La Nouvelle-Orléans-L. Armstrong, Oklahoma City (Will Rogers-World), Omaha-Eppley, Orlando, Providence-T. F. Green, Lambert-Saint Louis, Tampa En saison : Fort Myers | "      |
| United Airlines    | Chicago-O'Hare, Denver, Houston-George Bush, San Francisco | [ 13 ] |
| United Express     | Chicago-O'Hare, Houston-George Bush, Newark-Liberty | [ 13 ] |

Édité le 09/02/2020

## Incidents et accidents
- Le 1er novembre 1949, la collision d'un DC-4 et d'un P-38, tous deux en finale sur la piste 03 de l'aéroport, a fait 55 morts à bord du DC-4 du vol 537 d'Eastern Air lines et un blessé grave (le pilote bolivien du chasseur P-38).

- Le 13 janvier 1982, le crash peu après le décollage d'un Boeing 737-222, effectuant le vol Air Florida 90, a causé la mort de 73 occupants de l'appareil et de quatre automobilistes sur le pont. Seuls cinq occupants de l'avion ont survécu. Les pilotes ayant oublié d'activer le système d'anti-givrage, l'avion a percuté un pont puis s'est écrasé dans le fleuve Potomac gelé.

- Le 29 janvier 2025, la collision d'un avion et d'un hélicoptère n'a laissé aucun survivant parmi les 67 personnes à bord. L'avion de transport régional Bombardier CRJ700 de PSA Airlines, en finale sur la piste 33 de l'aéroport, et un hélicoptère Sikorsky UH-60 Black Hawk de l'aviation légère de l’armée américaine en transit à basse altitude s'étaient percutés au-dessus du Potomac.

## Galerie

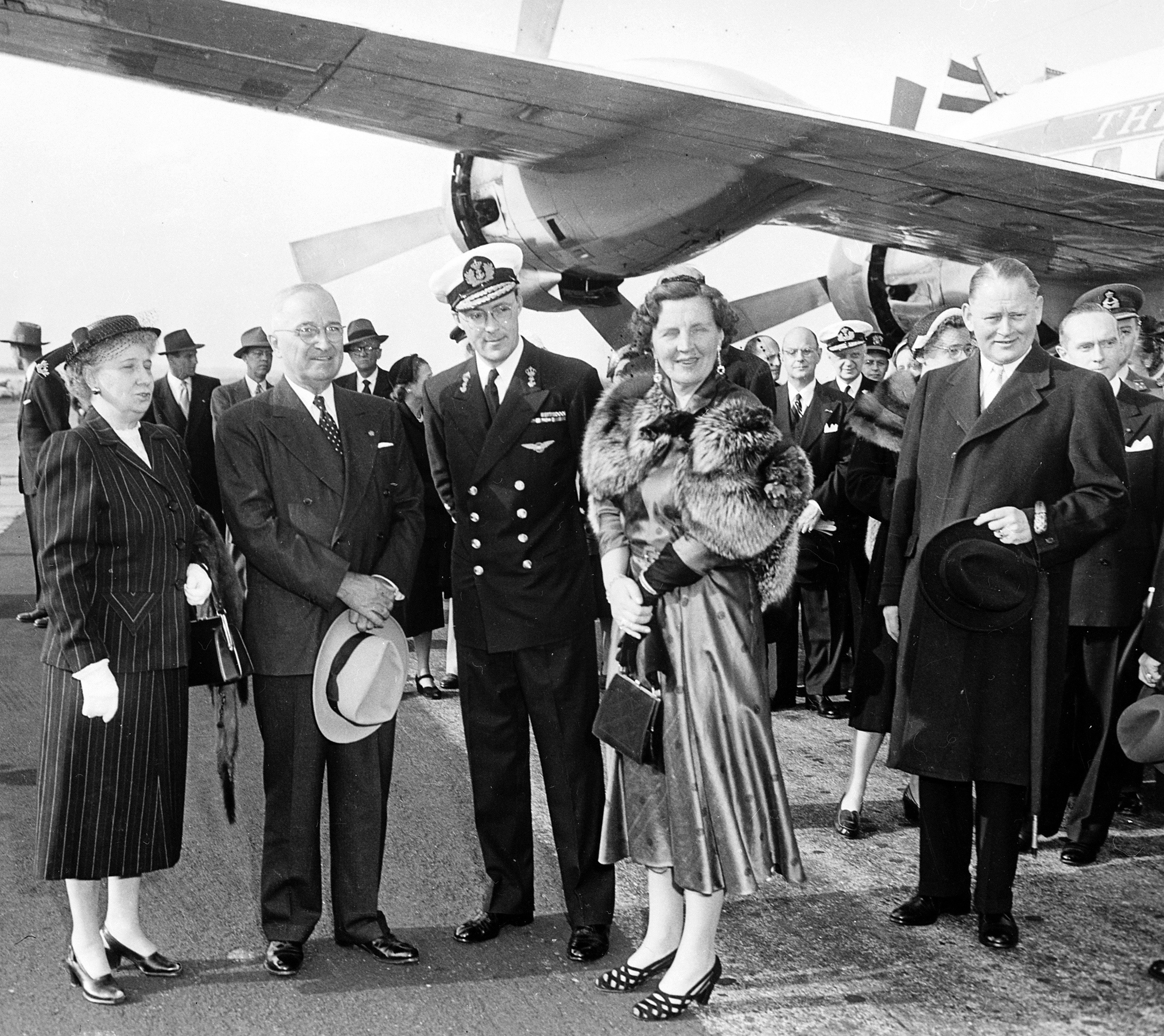
Accueil du président Truman à la reine Juliana des Pays-Bas en 1952.
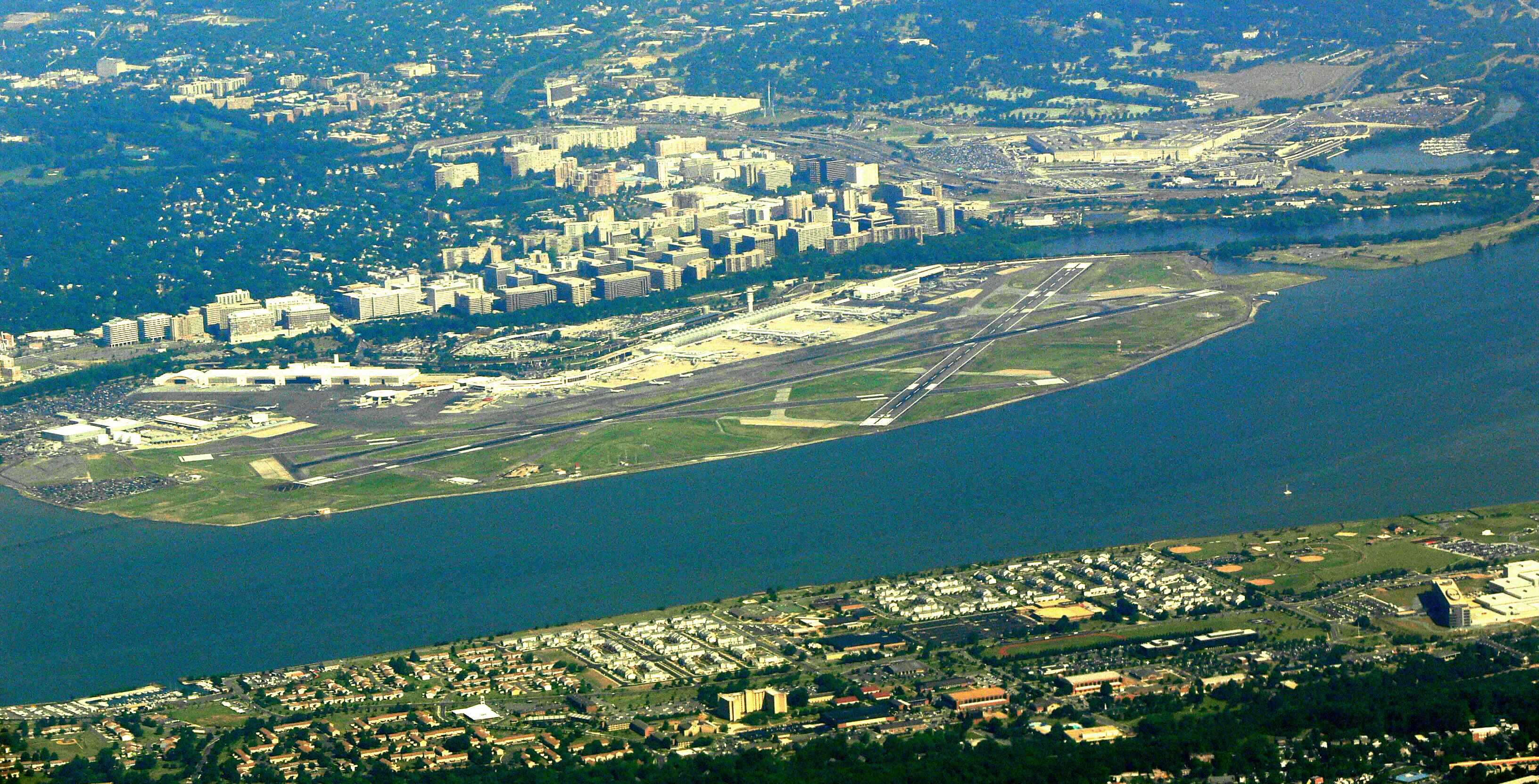
Photographie aérienne de l'aéroport en 2007.
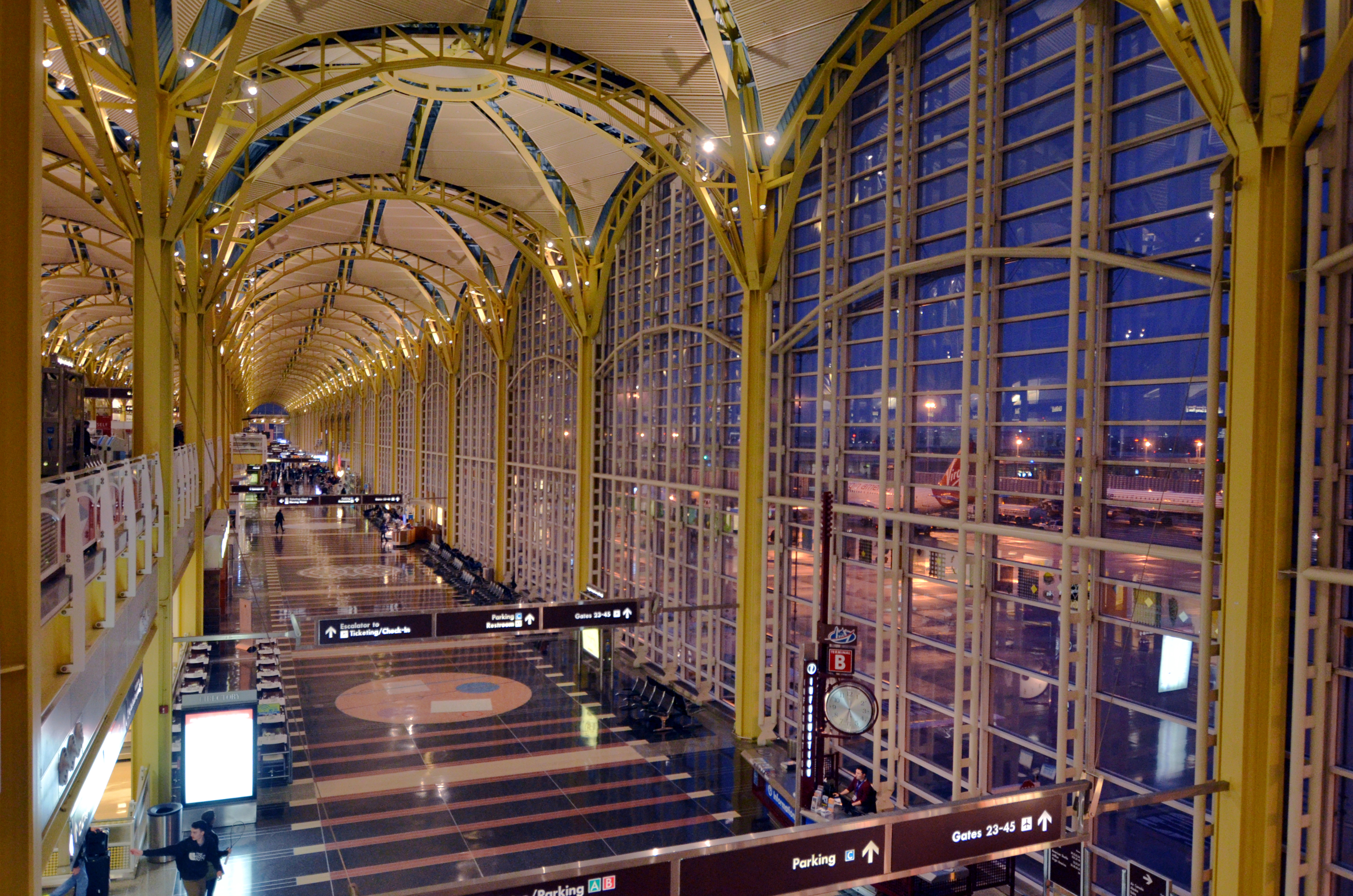
Vue intérieure.
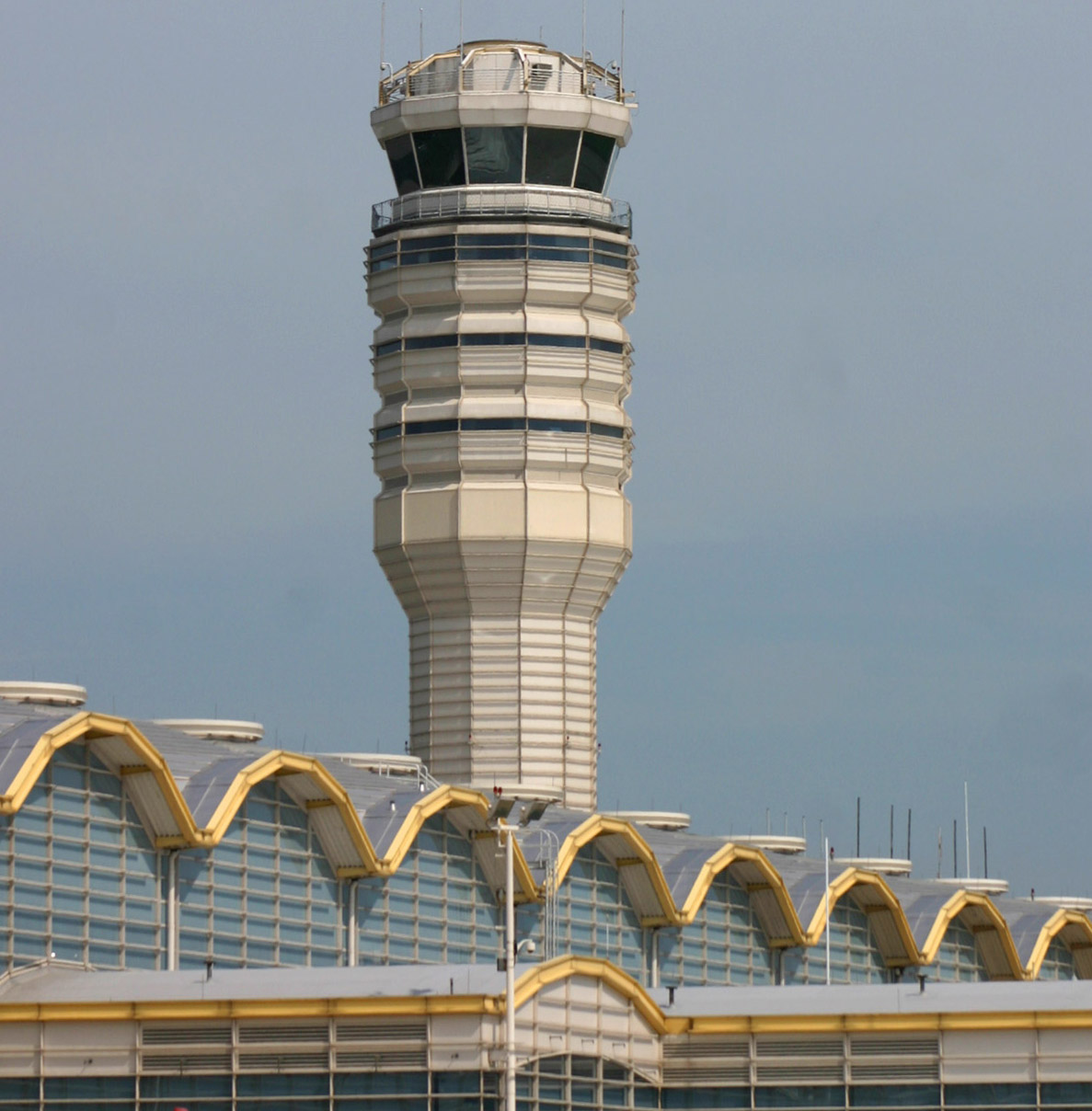
Tour de contrôle.
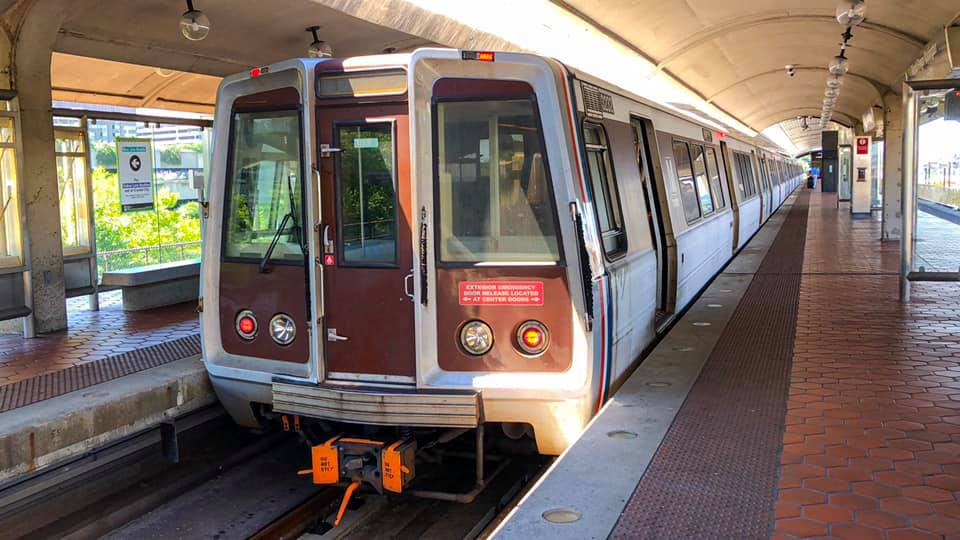
Station de métro.
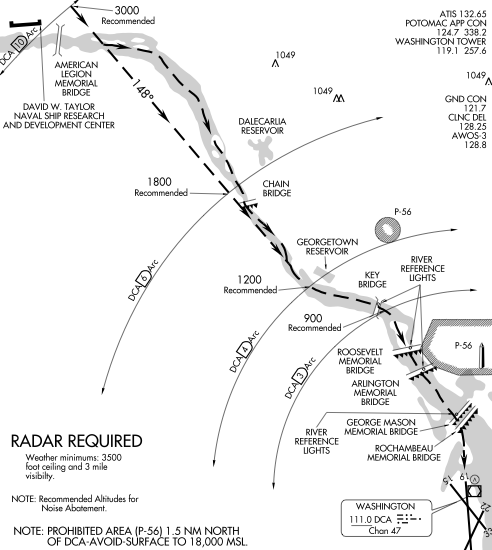
Plan d'approche.
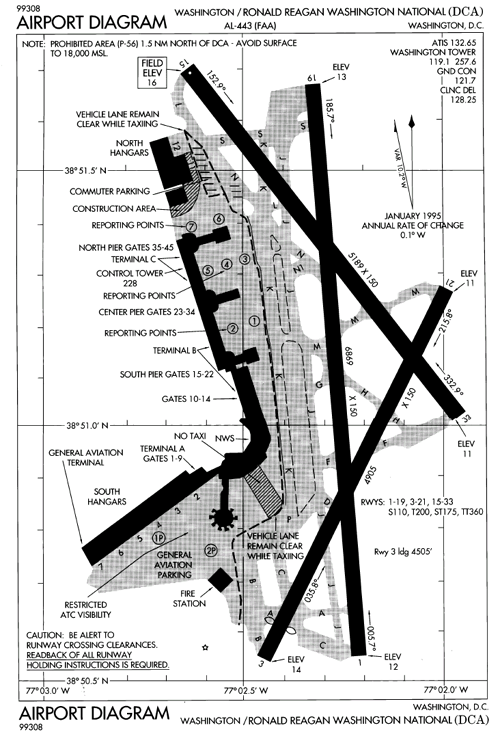
Carte de l'aéroport.

## Accès
L'aéroport national Ronald-Reagan est desservi par les lignes bleue et jaune du métro de Washington. La station Ronald Reagan Washington National Airport donne un accès direct aux terminaux B et C, le terminal A étant accessible par un cheminement piéton et des navettes bus.

### Site externe
- Site officiel